# يعقوب موشيه توليدانو
الحاخام يعقوب موشيه توليدانو (بالعبرية: יעקב משה טולידאנו، ولد في 18 أغسطس 1880 - توفي في 15 أكتوبر 1960) كان الحاخام اسرائيلي شغل منصب وزير للأديان من أجل فترتين قصيرتين بين عامي 1958 و1960 كما شغل منصب الحاخام الأكبر في القاهرة والإسكندرية و تل أبيب.

## روابط خارجية
- يعقوب موشيه توليدانو على الموقع الإلكتروني للكنيست